# Albert Victor, Công tước xứ Clarence và Avondale
Vương tôn Albert Victor, Công tước xứ Clarence và Avondale (Albert Victor Christian Edward; 8 tháng 1 năm 1864 – 14 tháng 1 năm 1892) là con trai trưởng của Thân vương và Vương phi xứ Wales (sau là Quốc vương Edward VII và Vương hậu Alexandra) và là cháu nội của Victoria của Anh. Ông từng xếp thứ hai trong hàng kế vị ngai vàng Anh, nhưng lại yểu mệnh qua đời trước cả cha và bà nội.
Albert Victor được gia đình và một số sử gia gọi với cái tên "Eddy". Thời niên thiếu, ông đã đi chu du khắp thế giới với tư cách một Sĩ quan Hải quân và gia nhập quân đội Anh khi trưởng thành, nhưng ông chưa từng thực hiện bất kỳ nghĩa vụ quân sự nào. Sau hai cuộc hôn sự bất thành, ông được sắp xếp kết hôn với Công nữ Victoria Mary xứ Teck vào năm 1891. Nhưng chỉ vài tuần sau khi đính hôn, ông qua đời vì bệnh viêm phổi ở tuổi 28. Mary sau đó kết hôn với em trai ông, Vương tôn George (sau là George V) vào năm 1893.
Trí tuệ, giới tính và vấn đề tâm thần của Albert Victor là chủ đề nghiên cứu của các nhà sử học. Ông từng bị nghi ngờ dính líu đến vụ bê bối nhà thổ đồng tính nam phố Cleveland, tuy nhiên, không có bằng chứng thuyết phục nào cho thấy ông từng đến nơi đó. Một số người tố cáo Albert Victor là hung thủ giết người hàng loạt được biết đến với cái tên "Jack the Ripper", nhưng các tài liệu đương thời cho thấy Albert Victor không có mặt ở London vào thời điểm xảy ra vụ giết người, và lập luận này đã bị bác bỏ.

## Những năm đầu đời
Albert Victor chào đời sớm hai tháng vào ngày 8 tháng 1 năm 1864 tại dinh thự Frogmore, Windsor, Berkshire. Ông là con đầu lòng của Albert Edward, Thân vương xứ Wales, và Vương nữ Alexandra của Đan Mạch. Theo nguyện vọng của Victoria của Anh, ông được đặt tên là Albert Victor, được ghép bởi tên của ông bà nội, Victoria của Anh và Vương tế Albert. Với tư cách cháu nội của Nữ vương và là con trai của Thân vương xứ Wales, ông được nhận danh hiệu [His Royal Highness Prince Albert Victor of Wales; Vương tôn Albert Victor xứ Wales Điện hạ] ngay từ khi chào đời.
Ông được rửa tội với tên Albert Victor Christian Edward tại nhà nguyện tư ở Điện Buckingham vào ngày 10 tháng 3 năm 1864 bởi Giám mục Canterbury, Charles Longley, nhưng ông thường được gọi bằng cái tên "Eddy". Cha mẹ đỡ đầu của ông gồm Victoria của Anh (bà nội), Quốc vương Christian IX của Đan Mạch (ông ngoại), Quốc vương Leopold I của Bỉ (ông bác), Bà Công tước góa phụ xứ Schleswig-Holstein-Sonderburg-Glücksburg (bà cố ngoại), Công tước phu nhân xứ Saxe-Coburg và Gotha (bà bác bên nội), Lãnh chúa xứ Hesse (ông cố ngoại), Thái tử phi của Phổ (bác) và Vương tử Alfred (chú).

## Giáo dục
Khi Albert Victor chỉ mới 17 tháng tuổi, em trai ông, Vương tôn George xứ Wales, chào đời ngày 3 tháng 6 năm 1865. Do chênh lệch tuổi tác giữa hai anh em không nhiều nên họ được học cùng nhau. Năm 1871, Nữ vương phân phó John Neale Dalton làm gia sư cho hai Vương tôn. Họ phải nhận sự giáo dục vô cùng nghiêm khắc, bao gồm huấn luyện quân sự cũng như những môn học lý thuyết. Dalton phàn nàn rằng trí óc của Albert Victor "bất thường". Ông được dạy nói tiếng Đan Mạch, nhưng khả năng tiếp thu ngoại ngữ cũng như các môn học khác rất chậm. Thư ký riêng của Victoria của Anh, ngài Henry Ponsonby nghĩ rằng Albert Victor có thể đã bị di truyền chứng điếc từ mẹ mình. Albert Victor không xuất chúng về mặt trí tuệ. Những cơn động kinh và tình trạng sức khỏe bị ảnh hưởng do sinh non được cho là nguyên nhân khiến ông hay mất tập trung và đôi khi xấc xược trong lúc học. Lady Geraldine Somerset, thị tùng của Bà Công tước xứ Cambridge (bà ngoại của Vương hậu Mary), cho rằng việc Vương tôn chậm phát triển trí tuệ là do Dalton, người mà bà cho là "vô trách nhiệm".
Albert Victor bị xem xét để tách khỏi các em của mình, nhưng Dalton khuyên Thân vương xứ Wales không nên với lý do "Vương tôn Albert Victor cần có sự khuyến khích từ Vương tôn George để làm mọi việc suôn sẻ". Năm 1877, hai Vương tôn được đưa đến tàu HMS Britannia của Hải quân Vương thất để học một khóa huấn luyện. Tuy nhiên, họ phải bắt đầu khóa học trễ hơn hai tháng so với các học viên khác khi Albert Victor mắc chứng sốt thương hàn và sau đó được Sir William Gull chữa khỏi.
Dalton lấy tư cách giáo sĩ để lên tàu cùng hai Vương tôn. Năm 1879, sau nhiều cuộc thảo luận giữa vương thất và Chính phủ, hai anh em được gửi làm Sĩ quan Hải quân trên tàu HMS Bacchante trong chuyến công du thế giới ba năm. Albert Victor được thăng làm Chuẩn úy Hải quân vào sinh nhật lần thứ mười sáu. Hai người cùng với Dalton đi chu du khắp Đế quốc Anh và Châu Mỹ, quần đảo Falkland, Nam Phi, Úc, Fiji, Viễn Đông, Singapore, Ceylon, Aden, Ai Cập, Thánh Địa và Hy Lạp. Họ cũng thử tục xăm mình khi đến thăm Nhật Bản. Đến khi trở về Anh, Albert Victor đã mười tám tuổi.
Hai anh em tách ra vào năm 1883, George tiếp tục sự nghiệp trong hải quân và Albert Victor theo học Trinity College, Cambridge. Tại Bachelor's Cottage, Sandringham, triều đình hy vọng Albert Victor sẽ được rèn luyện trước khi chuyển vào Đại học với sự giám sát của Dalton, một gia sư người Pháp là Hua và gia sư mới, James Kenneth Stephen. Một số sử gia cho rằng Stephen là một người đồng tính, dù quan điểm này chưa được kiểm chứng nhưng có lẽ ông đã cảm mến Albert Victor, dù đó có phải là tình cảm đồng tính luyến ái hay không. Stephen ban đầu khá lạc quan về nhiệm vụ giáo dục Vương tôn Albert Victor, nhưng tại thời điểm chuyển đến Cambridge, ông thừa nhận: "Ta không nghĩ Ngài ấy tiếp thu được bất kỳ điều gì khi học ở Cambridge... Ngài ấy gần như không hiểu nghĩa những từ Ngài ấy đọc."
Khi bắt đầu học kỳ mới vào tháng 10, Albert Victor, Dalton và quan Khâm sai Henderson từ Bacchante chuyển đến biệt thự Nevile tại Trinity College, nơi dành riêng cho những sinh viên có xuất thân cao quý. Vương tôn Albert Victor không mấy quan tâm đến việc học tập và được miễn một số kỳ thi. Ông cũng từng được giới thiệu với Oscar Browning, một trong những nhà tài trợ của Đại học Cambridge, người thích tổ chức tiệc tùng và "gạ gẫm những sinh viên đẹp trai và hấp dẫn". Albert Victor trở nên thân thiết với con trai đỡ đầu của Dalton, Alfred Fripp, người sau này trở thành bác sĩ riêng cũng như bác sĩ phẫu thuật cho ông. Không rõ liệu Albert Victor có trải qua bất kỳ hành vi quan hệ tình dục nào khi còn ở Cambridge hay không. Vào tháng 8 năm 1884, ông dành một thời gian học tiếng Đức tại Đại học Heidelberg trước khi trở lại Cambridge. Năm 1885, Albert Victor rời Cambridge và sau đó được Trinity College cấp bằng danh dự vào năm 1888.
Một trong những gia sư của Albert Victor nói rằng ông học bằng cách lắng nghe chứ không phải đọc hay viết, dù vậy ông không gặp bất kỳ khó khăn nào trong việc ghi nhớ. Em họ của Victoria của Anh, George, Công tước xứ Cambridge, có định kiến khắc nghiệt với Vương tôn, ông gọi Albert Victor là "một đứa lêu lỏng, cố chấp và hết thuốc chữa". Augusta xứ Cambridge khá thất vọng về vị Vương tôn trẻ, bà gọi ông là: "Một đứa chẳng ra gì".
Phần lớn thời gian của Albert Victor ở Alderhot dành cho việc huấn luyện, điều mà ông không thích, mặc dù ông rất thích chơi polo. Ông đậu kỳ thi xét tuyển và được đưa đến Hounslow vào tháng 3 năm 1887, nơi ông được thăng lên chức Đại úy. Ông được giao cho nhiều nghĩa vụ hơn như đến thăm Ireland và Gibraltar, khai thông cầu treo Hammersmith. Một người bạn thời thơ ấu của Albert Victor kể lại: "Các nhân viên của Vương tôn George nói rằng mọi người muốn biến Albert Victor trở thành một người đàn ông tầm cỡ, nhưng Albert Victor đã từ chối được chỉ dẫn." Trong những lá thư của Albert Victor gửi cho bác sĩ của ông vào năm 1885 và 1886 hé lộ việc ông đang phải dùng thuốc trị "bệnh lậu".

## Vụ bê bối phố Cleverland
Tháng 7 năm 1889, cảnh sát London phát hiện ra một nhà thổ nam do Charles Hammond điều hành ở phố Cleveland, London. Trong quá trình thẩm vấn, các nam phục vụ và dắt mối đã khai ra tên của một số khách hàng của mình, bao gồm Lord Arthur Somerset, một quan giữ ngựa cho Thân vương xứ Wales. (Vào thời điểm đó, hành vi đồng tính luyến ái nam là bất hợp pháp và những người phạm tội phải đối mặt với sự tẩy chay từ xã hội, truy tố và tệ nhất là hai năm tù cùng với lao động khổ sai).
Vụ bê bối còn liên quan đến các nhân vật cấp cao khác trong xã hội Anh, cụ thể là Vương tôn Albert Victor. Các nam phục vụ đã không tiết lộ tên Albert Victor, có quan điểm cho rằng luật sư của Lord Arthur Somerset đã bịa đặt và lan truyền tin đồn để giảm sự chú ý nhằm vào thân chủ của mình. Trong một số thư từ được trao đổi qua lại giữa Bộ trưởng Tài chính, ngài Augustus Stephenson và trợ lý của ông, Hamilton Cuffe, có ám chỉ Vương tôn Albert Victor có liên quan trực tiếp đến nhà thổ nam phố Cleveland.
Vào tháng 12 năm 1889, có tin đồn Thân vương và Vương phi xứ Wales "bị tấn công mỗi ngày bằng những lá thư nặc danh" liên quan đến vụ bê bối. Thân vương xứ Wales đã can thiệp vào cuộc điều tra và không có khách hàng nào bị truy tố cũng như những bằng chứng chống lại Albert Victor bị bãi bỏ. Ngài Charles Russell được phân phó theo dõi quá trình tố tụng thay cho Albert Victor. Mặc dù không có bằng chứng thuyết phục nào cho thấy Vương tôn Albert Victor từng đến hoặc có liên quan đến nhà thổ, những lời đồn và cách giải quyết của triều đình đã khiến một số sử gia suy đoán Albert Victor đã từng đến phố Cleveland. những tin đồn cho rằng ông "có thể là người lưỡng tính, hoặc đồng tính luyến ái". Vụ việc này được đưa ra tranh luận bởi một số nhà phê bình, một trong số họ gọi ông là "cuồng dị tính luyến ái" và các tin đồn liên quan đến ông là "hơi bất công". Nhà sử học Harford Montgomery Hyde viết: "Không có bằng chứng nào cho thấy ông ấy là người đồng tính, thậm chí là lưỡng tính". Tuy nhiên, những lời đồn thổi cho rằng Albert Victor "có thể là người lưỡng tính hoặc đồng tính luyến ái" vẫn chưa bao giờ chấm dứt.
Trong khi các tờ báo bằng tiếng Anh viết về vụ việc nhà thổ bị cấm đề cập đến tên của Vương tôn Albert Victor, những tờ báo tiếng Wales, những tờ báo xứ thuộc địa và các tờ báo Mỹ được thỏa thích viết về việc này. Thời báo New York đã chế giễu ông là một "tên đần độn" và "thanh niên hư hỏng ngu ngốc", người sẽ "không bao giờ được phép bước lên ngai vàng Anh". Theo một báo cáo của truyền thông Mỹ, khi Albert Victor đi ra từ ga tàu phía Bắc Paris vào tháng 5 năm 1890, ông được đám đông người Anh trông chờ được gặp, trong khi một số người Pháp đứng đó xì xào và huýt sáo giễu cợt ông; một phóng viên có mặt tại đó hỏi ông nghĩ thế nào về "Nguyên nhân khiến ông phải đột ngột rời khỏi Anh". Theo báo cáo ghi nhận, "khuôn mặt vàng nhạt của vị Vương tôn đỏ lên và đôi mắt của ông bắt đầu láo liên", một trong những người đi cùng Albert Victor đã quở mắng phóng viên kia vì sự thiếu lễ độ.
Chị gái của Lord Arthur Somerset, Lady Waterford, phủ nhận việc em trai mình biết bất kỳ chuyện gì về Albert Victor. Bà viết:
"Tôi chắc chắn một điều là cậu ấy thẳng băng... Arthur không biết rõ cậu ấy dành thời gian riêng tư cho việc gì hay ở đâu... nhưng Arthur tin cậu ấy hoàn toàn vô tội."
Lady Waterford cũng tin tưởng Somerset vô tội. Trong những lá thư riêng tư của Somerset gửi cho người bạn, Lord Esher, ông cũng phủ nhận việc mình biết bất cứ điều gì về Albert Victor, nhưng thừa nhận rằng ông đã nghe thấy những lời đồn đãi và hy vọng rằng chúng sẽ giúp dập tắt vụ truy tố. Ông viết:
"Tôi hoàn toàn có thể hiểu Thân vương xứ Wales rất tức giận vì tên của con trai mình bị dính líu tới chuyện đó nhưng đó chỉ là tình cảnh trước khi tôi rời đi... cả hai chúng tôi đều bị buộc tội đã đến nơi này (chỉ là) không cùng lúc... phía triều đình sẽ đem những chuyện họ đang phải giữ im lặng ra tòa xét xử công khai để minh bạch và chấm dứt vụ việc. Tôi tự hỏi liệu chuyện đó có phải là sự thật hay chỉ là bịa đặt của một tên vô lại thích thêu dệt."
Những tin đồn về Albert Victor vẫn tồn tại; Sáu mươi năm sau kể từ vụ bê bối, Harold Nicolson, người viết tiểu sử chính thức của Quốc vương George V, được Lord Goddard, chỉ mới mười hai tuổi vào thời điểm xảy ra vụ bê bối, kể lại rằng Albert Victor "có liên quan trực tiếp đến nhà thổ nam, và luật sư đã khai man cho ông ấy. Vị luật sư đó đã bị sa thải vì tội của mình nhưng sau đó lại được phục chức." Trên thực tế, không có luật sư nào trong vụ bê bối bị kết án về tội khai man hoặc bị sa thải trong khi vụ bê bối, nhưng luật sư của Somerset, Arthur Newton, đã bị kết án vì cản trở thi hành công lý do tội giúp thân chủ của mình trốn thoát ra nước ngoài, ông bị phạt giam sáu tuần. Hơn hai mươi năm sau, vào năm 1910, Newton bị sa thải trong 12 tháng vì hành vi thiếu chuyên nghiệp sau khi thay đổi nội dung thư từ một thân chủ khác của mình, hung thủ giết người khét tiếng Dr Crippen. Năm 1913, Newton bị sa thải vô thời hạn và bị kết án ba năm tù vì kiếm tiền bất hợp pháp.

## Hôn sự

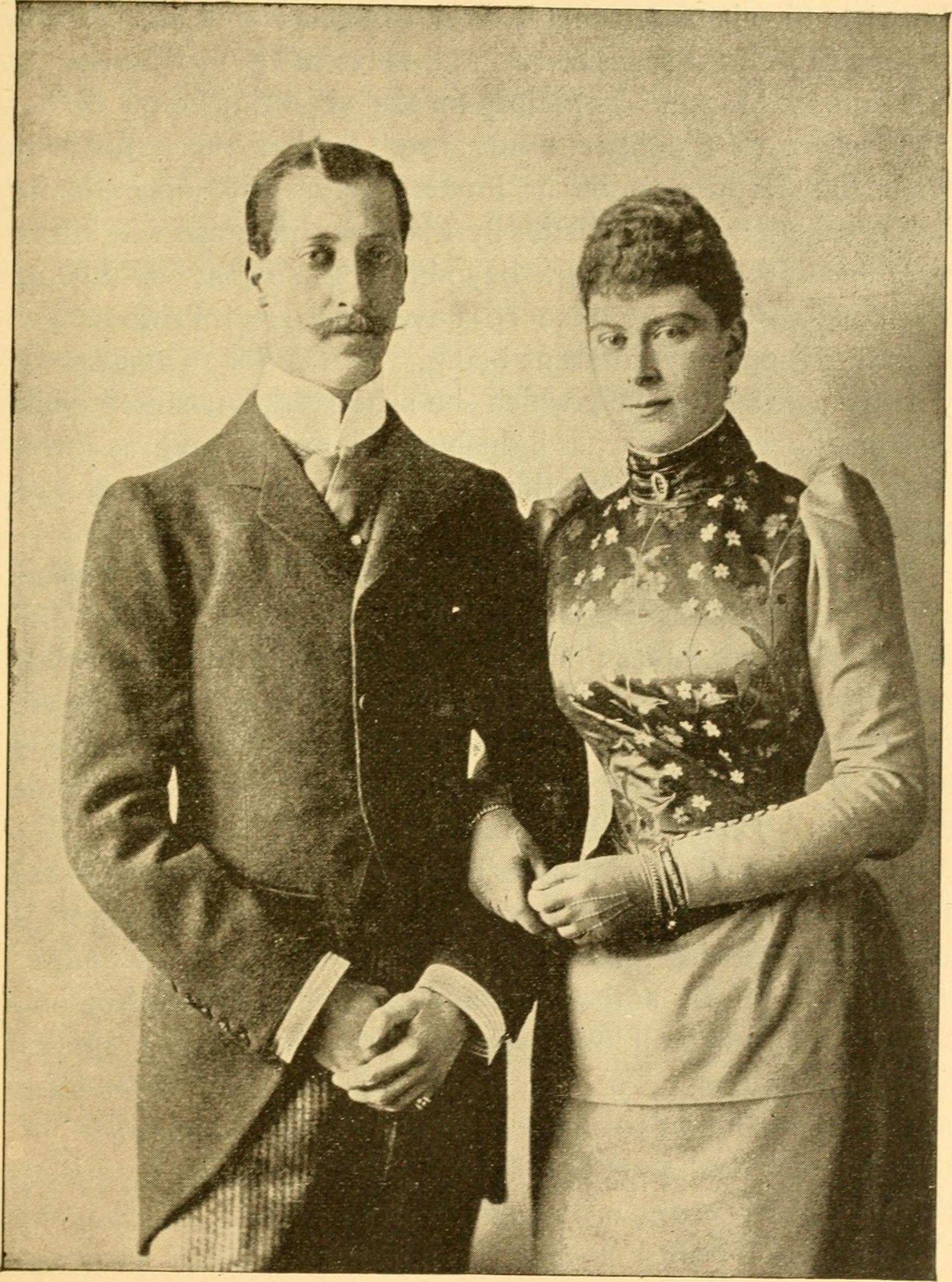
Albert Victor cùng hôn thê, Victoria May xứ Teck

Năm 1889, triều đình bắt đầu nghĩ đến việc chọn vợ cho Albert Victor. Người được cân nhắc đầu tiên là Alix của Hessen và Rhein, tuy nhiên bà đã không đáp lại tình cảm của Albert Victor. Trong lá thư gửi cho con gái, Hoàng hậu Victoria của Đức, Victoria của Anh viết: "Điều đó thực sự là nỗi phiền muộn của chúng ta. Con bé [Đại Công nữ Alix] nói nó sẽ làm theo nếu điều đó là bắt buộc, nhưng nó sẽ không hạnh phúc và [Albert Victor] cũng vậy." Sau này, Alix kết hôn với Sa hoàng Nikolai II của Nga.
Năm 1890, Vương tằng tôn nữ Hélène xứ Orléans, con gái của Philippe, Bá tước xứ Paris và María Isabel của Orléans được nhắm đến. Ban đầu, mối lương duyên này bị Victoria của Anh phản đối vì Hélène theo Công giáo La Mã. Nữ vương đã gợi ý cho Albert Victor Margarethe của Phổ - con gái út của Hoàng hậu Victoria của Đức, đồng thời là cháu ngoại của bà. Nhưng sau khi Albert Victor và Hélène thổ lộ tình yêu của họ, Nữ vương đã ngay lập tức đồng ý và ủng hộ cuộc hôn nhân này. Trong khi Hélène muốn chuyển sang Anh giáo để có thể kết hôn thì Albert Victor lại bày tỏ mong muốn từ bỏ quyền kế vị để kết hôn với bà. Trước sự bất đồng ý kiến của cặp đôi, Bá tước xứ Paris đã phản đối cuộc hôn nhân. Hélène đã đến nhờ Đức Thánh Cha Leo XIII can thiệp, nhưng ông đã tôn trọng quyết định của Bá tước xứ Paris và mối lương duyên này buộc phải chấm dứt. Hélène sau đó kết hôn và trở thành Bà Công tước xứ Aosta.
Năm 1891, Albert Victor viết thư cho Lady Sybil St Clair Erskine, ông nói rằng mình lại yêu một lần nữa nhưng không tiết lộ rõ là ai. Xét tại thời điểm bấy giờ chỉ có Công nữ Victoria Mary xứ Teck đang được triều đình lựa chọn là ứng cử viên phù hợp nhất. Mary là con gái của Princess Mary Adelaide, Bà Công tước xứ Teck, em họ của Victoria của Anh. Nữ vương cảm thấy Mary là một tiểu thư duyên dáng, tinh tế và xinh đẹp nên bà rất ủng hộ cuộc hôn nhân này. Vào ngày 3 tháng 12 năm 1891, Albert Victor đã cầu hôn Mary tại Luton Hoo. Hôn lễ được ấn định vào ngày 27 tháng 2 năm 1892.

## Qua đời
Trong thời gian đợi đến ngày tổ chức hôn lễ, Albert Victor bị nhiễm bệnh cúm trong đại dịch giai đoạn 1889-1892. Ông bị viêm phổi nặng và cuối cùng qua đời tại dinh thự Sandringham ở Norfolk vào ngày 14 tháng 1 năm 1892, chưa đầy một tuần sau sinh nhật thứ 28. Cha mẹ của Vương tôn, Thân vương và Vương phi xứ Wales, cùng các em Vương tôn George, Vương tôn nữ Victoria, Vương tôn nữ Maud, vị hôn thê Mary và cha mẹ, Công tước và Công tước phu nhân xứ Teck cùng ba bác sĩ và ba y tá đã có mặt trong căn phòng của ông. Giáo sĩ của Thân vương xứ Wales, Canon Frederick Hervey, đứng bên cạnh Albert Victor đọc những lời cầu nguyện cuối cùng cho ông.
Cả vương quốc vô cùng bàng hoàng. Các cửa hàng đều đóng cửa. Thân vương xứ Wales viết thư cho Victoria của Anh:
"Con bằng lòng vì đã dành cả cuộc đời mình cho thằng bé".
Princess Mary đã viết thư cho Victoria của Anh nói về Vương phi xứ Wales:
"Vẻ tuyệt vọng trên gương mặt của bà ấy là điều đau lòng nhất cháu từng thấy."
Em trai của Albert Victor, Vương tôn George viết:
"Ta đã quý mến anh ấy biết chừng nào. Trong nỗi đau đớn cùng cực, ta lại nhớ gần như tất cả những lời nói khó nghe cũng như những cuộc cãi vã nhỏ mà ta từng có với anh ấy và ta hy vọng được anh ấy tha thứ, nhưng than ôi, giờ đây đã quá muộn màng!".
George thay thế vị trí của Albert Victor trở thành người xếp thứ 2 trong danh sách thừa kế ngai vàng. Mẹ của Albert Victor, Alexandra, không bao giờ nguôi ngoai hoàn toàn sau cái chết của con trai và giữ căn phòng nơi ông qua đời như một nơi lưu giữ kỷ niệm. Trong tang lễ, Mary đặt vòng hoa cô dâu của mình lên bông hoa màu cam trên quan tài. James Kenneth Stephen, gia sư cũ của Albert Victor, đã tuyệt thực từ ngày Albert Victor qua đời và qua đời 20 ngày sau đó; ông bị chấn thương ở đầu vào năm 1886 khiến ông bị rối loạn tâm thần. Vương tôn Albert Victor được chôn cất trong Nhà nguyện Tưởng niệm Albert gần Nhà nguyện St George, Lâu đài Windsor. Ngôi mộ của ông, theo Sir Alfred Gilbert nhận xét là "ví dụ trang nhã nhất của đỉnh cao điêu khắc cuối thế kỷ 19 ở quần đảo Anh". Một tượng nằm của Vương tôn bạc mệnh trong bộ đồng phục Hussar nằm phía trên ngôi mộ. Quỳ trên bức tượng là một thiên thần đang giữ chiếc vương miện thiên đàng. Ngôi mộ được bao quanh bởi một lan can phức tạp với các nhân vật thần thánh. Sir Alfred Gilbert đã chi quá nhiều cho công việc xây dựng lăng mộ Albert Victor dẫn đến phá sản và rời khỏi đất nước.
Một cáo phó được viết bởi một phóng viên tuyên bố mình đã có mặt tại phần lớn các lần xuất hiện công khai của Albert Victor, tuyên bố:
"Ông ít được dân chúng Anh biết đến. Sự vắng mặt của ông ấy trên biển, trong các chuyến công du và nghĩa vụ quân sự đẩy ông ấy ra khỏi ánh mắt của công chúng... đôi khi, có một sự ám muội càng làm tăng tính chất nghiêm trọng... không chỉ tại thủ đô mà cả nước, bằng cách nào đó người ta luôn nói rằng: 'Ông ấy sẽ không bao giờ lên ngôi".

## Nhận định
Trong suốt cuộc đời, phần lớn báo chí Anh vẫn dành cho Albert Victor một sự tôn trọng và dành cho ông vô số những lời ca tụng sau khi ông qua đời. Một chính trị gia cấp tiến, Henry Broadhurst, đã gặp cả Albert Victor và em trai ông, George, cho biết họ "hoàn toàn không có vẻ giả tạo hay ngạo mạn". Vào ngày Albert Victor qua đời, chính trị gia theo chủ nghĩa tự do, William Ewart Gladstone, đã viết trong hồi ký rằng cái chết của Albert là "một mất mát lớn cho đảng ta". Tuy nhiên, bà nội ông, Victoria của Anh, đã đề cập đến "cuộc sống phóng đãng" của Albert Victor trong những lá thư gửi cho con gái lớn (những lá thư này được công bố vào giữa thế kỷ XX). Những nhà viết tiểu sử chính thức cho Vương hậu Mary, George V, James Pope- Hennessy và Harold Nicolson nhìn chung cũng góp phần tạo dựng danh tiếng xấu về cuộc đời của Albert Victor, miêu tả ông là một kẻ lười biếng, thiếu giáo dục và yếu đuối về thể chất. Không có bằng chứng cụ thể rõ ràng nào về việc ông "ăn chơi phóng đãng", nhưng vào năm 1994, nhà viết tiểu sử vương thất Theodore Ian Wilson Aronson ủng hộ thuyết cho rằng lý do ông bị gọi là "phóng đãng" chính là những bằng chứng được công nhận cho thấy ông là người đồng tính luyến ái.